# Balandîne, Kameanka
Balandîne (în ucraineană Баландине) este o comună în raionul Kameanka, regiunea Cerkasî, Ucraina, formată numai din satul de reședință.

## Demografie
Componența lingvistică a comunei Balandîne
     Ucraineană (98,13%)
     Rusă (1,68%)
     Alte limbi (0,09%)
Conform recensământului din 2001, majoritatea populației comunei Balandîne era vorbitoare de ucraineană (98,13%), existând în minoritate și vorbitori de rusă (1,68%).